# Бхилы
Бхилы — индоарийская племенная народность в Центральной Индии. Населяет ряд сопредельных штатов: Мадхья-Прадеш, Гуджарат, Раджастхан, Махараштра. Говорят на языке бхили западной ветви индоарийских языков. Входят в список официально зарегистрированных племён Индии.
Общая численность составляет около 13 млн чел. (перепись 2001 года), в том числе в Мадхья-Прадеш — 4,6 млн, Гуджарате — 3,4 млн, Раджастхане — 2,8 млн, Махараштре — 1,8 млн чел.

## Галерея
- Бхильские дети в округе Райсен (Мадхья-Прадеш)
- Девушки из округа Джхабуа